# Raclette (queso)
El raclette es un queso semicurado de origen suizo proveniente del cantón del Valais. Está hecho con leche cruda de vaca y normalmente se presenta en forma de gran rueda de unos 6 kg aproximadamente. En las regiones francesas de Saboya, Franco-Condado, Auvernia y Bretaña se fabrican varios quesos pasteurizados de tipo raclette.  Recientemente se han creado variantes del raclette original: al vino blanco, ahumado, a la pimienta o a las hierbas.[cita requerida]
Su período óptimo de degustación se extiende de noviembre a febrero, luego de una curación de tres a seis meses, aunque es excelente en cualquier época del año.
La raclette (en femenino) es un plato tradicional valaisano, que por su carácter sociable se ha extendido a muchos países. Tradicionalmente, se derretía el queso acercándolo a una fuente de calor como un horno o brasas. Hoy en día, es consumido entre amigos alrededor de una parrilla eléctrica llamada también raclette o a veces racletera. El queso se sirve fundido con papas cocidas, con embutidos y pepinillos. En Suiza se come la raclette acompañada de una bebida caliente o de un vino blanco ligero como el Chasselas.

## Denominación de origen controlada (AOC)
El queso Raclette obtuvo a finales de 2003 la distinción AOC en Suiza y Francia. Esta distinción limita la producción del raclette al territorio valaisano y fija unas cantidades precisas para su fabricación (cantidad y proporciones de los ingredientes). Esta AOC ha sido objeto de controversia en Suiza, pues se produce una importante cantidad de quesos tipo raclette según otros métodos en otros cantones, aunque utilizando en cierto modo la fama del cantón para promocionarse.